# Киселівка (Звягельський район)
Киселі́вка — село в Україні, у Барашівській територіальній громаді Звягельського району Житомирської області. Населення становить 42 особи (2001).

## Історія
В 1906 році — Киселівка, німецька колонія Барашівської волості Житомирського повіту Волинської губернії, дворів 37, мешканців 188. Відстань від повітового міста 68 верст, від волості 10.
Під час загострення сталінських репресій в 30-ті роки минулого століття органами НКВС було заарештовано і позбавлено волі на різні терміни 8 мешканців колонії, з яких 3 чол. розстріляно. Нині всі постраждалі від тоталітарного режиму реабілітовані і їхні імена відомі.
28 липня 2016 року включене до складу новоутвореної Барашівської територіальної громади Ємільчинського району Житомирської області. Від 19 липня 2020 року, разом з громадою, в складі новоствореного Новоград-Волинського (згодом — Звягельський) району Житомирської області.